# Steven Pienaar
Steven Jerome Pienaar (Johannesburg, 17. ožujka 1982.) bivši je južnoafrički nogometaš i reprezentativac koji je igrao na pozicijama krila i napadačkog veznog. Nadimak "Schillo" dobio je po talijanskom napadaču Totu Schillaciju.
Pienaar je iz matičnog Ajax Cape Towna 2001. otišao u amsterdamski Ajax, u kojem je proveo 5 sezona. Nakon tog razdoblja nije se uspio nametnuti u dortmundskoj Borussiji te je otišao na posudbu u Everton. Sljedeće je sezone potpisao i ugovor s liverpulskim prvoligašem. Nakon godine dana u Tottenhamu, Pienaar je od 2012. ponovo postao članom Evertona.
Za Južnu Afriku debitirao je 2002. godine. Iste je godine bio članom reprezentacije na Svjetskom prvenstvu u Južnoj Koreji i Japanu (premda nije zabilježio nastup). Godine 2010. bio je standardni član prve jedanaestorice i odigrao tri utakmice na SP-u u Južnoafričkoj Republici.

## Vanjske poveznice
- Službena stranica  Arhivirana inačica izvorne stranice od 9. kolovoza 2012. (Wayback Machine)
- Profil na stranici Evertona  Arhivirana inačica izvorne stranice od 24. siječnja 2012. (Wayback Machine)

### Ostali projekti
|  | Zajednički poslužitelj ima još gradiva o temi Steven Pienaar |